# 대방초등학교 마도분교
대방초등학교 마도분교는 대한민국 경상남도 사천시에 있었던 공립 초등학교이다.

## 학교 연혁
- 1946년 9월 1일 마도공립국민학교 설립인가
- 1969년 3월 4일 저도분교장 개교
- 1982년 3월 1일 실안국민학교 마도분교장 편입
- 1996년 3월 1일 대방초등학교 마도분교장 편입
- 2019년 2월 28일 폐교[1]